# Michele De Luca
Michele De Luca (né 17 mai 1956 à Savone) est un chercheur italien, professeur de biochimie à l'université de Modène et de Reggio d'Émilie. Il est surtout connu pour ses travaux sur les cellules souches de divers épithéliums, qui sont utilisées dans la recherche translationnelle pour traiter certaines maladies.

## Biographie
Michele De Luca fait des études de médecine à l'Université de Catane jusqu'en 1980, suivies d'une formation en endocrinologie à l'Université de Rome jusqu'en 1984. Des séjours de recherche le conduisent de 1982 à 1985 au National Institute of Arthritis, Diabetes, Digestive and Kidney Diseases (renommé depuis National Institute of Diabetes and Digestive and Kidney Diseases (en)), un établissement parmi les National Institutes of Health situé à Bethesda, et à 1985 au département de biologie cellulaire de la Harvard Medical School à Boston, Massachusetts.
De 1986 à 1992, Michele De Luca est chef de groupe de recherche et, de 1992 à 1996, chef adjoint du Laboratoire de différenciation des cellules souches de l'Institut national de recherche sur le cancer de Gênes puis, de 1996 à 2002, chef du Laboratoire d'ingénierie tissulaire de l'Istituto Dermopatico dell'Immacolata (it) à Rome. Depuis 2004, De Luca est professeur de biochimie à l'Université de Modène et de Reggio d'Émilie et directeur du centre de thérapie régénérative depuis 2008. Il est directeur scientifique et, avec Graziella Pellegrini, fondateur en 2008 de la société de biotechnologie Holostem Terapie Avanzate à Modène.

## Recherches
De Luca et Pellegrini sont considérés comme des pionniers de la thérapie de cellules souches de l'œil avec des cellules souches du limbe de l’œil (nom commercial Holoclar, le premier médicament approuvé à base de cellules souches pour les thérapies avancées, Advanced Therapy Medicinal Product (en) ou ATMP) ainsi que de la thérapie cellulaire souche de la peau pour les brûlures, le vitiligo, le piébaldisme ou en combinaison avec la thérapie par cellules souches et la thérapie génique, le traitement de maladies héréditaires telles que l'épidermolyse bulleuse.

## Distinctions
En 2020, De Luca a reçu, avec  Erin Schuman et Graziella Pellegrini , le Prix Louis-Jeantet pour la Médecine. Depuis 2018, il est membre de l'Académie des Lyncéens   et de l'Organisation européenne de biologie moléculaire (EMBO).  Selon Google Scholar, De Luca a un h-index de 69 , et selon la base de données Scopus un index de 54  (en novembre 2024).